# 기무라 히데아키라
기무라 히데아키라(일본어: 木村秀彬)는 일본의 음악가, 작곡가로 일본 도쿄도 출신이다. 학력은 일본에서 가장 유명한 명문 대학교인 와세다 대학과 미국 버클리 음악 대학까지 나왔다. 현재는 영상음악을 중심으로 맹활약 중이다.

## 제공하고 있는 노래들
MBC TV의 《구해줘! 홈즈》의 오프닝 곡으로 사용되어 있는 대기, 분투!(Daiki, Funtou!)가 대표적인 곡으로 지금까지 알려져 왔다.